# ViSalus (empresa)
ViSalus es una empresa de marketing multinivel con sede en Los Ángeles, California, con oficinas en Troy, Míchigan. ViSalus es una subsidiaria de Blyth, Inc. La empresa comercializa productos nutricionales para el control de peso, suplementos dietéticos y bebidas energizantes en los Estados Unidos, Canadá y Reino Unido mediante una red de aproximadamente 76,000 distribuidores independientes. Los productos para el control del peso, incluyendo el batido Vi-Shape sustituto de la comida y la mezcla de bebida Vi-Trim Clear Control, conforman la gran mayoría de las ventas de la empresa.

## Historia
ViSalus Sciences fue fundada en marzo de 1997 por Nick Sarnicola y Blake Mallen, y fue constituida como una sociedad de responsabilidad limitada con sede en Troy, Míchigan. Sarnicola y Mallen fundaron Visalus mientras se desempeñaban como distribuidores para The Free Network, una empresa de marketing multinivel que dejó de operar ya que prestaba servicios de telecomunicación obsoletos. En marzo de 2005, Sarnicola y Mallen comenzaron a promocionar ViSalus a tiempo completo, en el norte de California.
En 2008, ViSalus fue comprada por Blyth, Inc. En la primera etapa de la absorción -finalizada en 2008– Blyth adquirió el 43.6% del capital social por $14.0 millones. Blyth culminó la segunda fase de la absorción en 2011, invirtiendo $2.5 millones adicionales y aumentando su porcentaje de propiedad a 57.5%.
La recesión mundial de 2008 puso a ViSalus cerca a la bancarrota ya que el negocio tenía una deuda de $6 millones. Ryan Blair, el director Ejecutivo de la empresa, un pandillero reformado convertido en empresario logró que ViSalus volviera a ser rentable, invirtiendo su último millón de dólares en el negocio. Para 2010, cuando Blair recibió el Premio DSN Global Turnaround Award por su papel en revertir el destino de la compañía, ViSalus estaba ganando más de $15 millones al mes.
En 2013, Visalus comenzó a operar en el Reino Unido.

## Controversia
En agosto de 2012, Blyth –que para entonces tenía una participación del 73% en Visalus– planeaba [spin off|escindir]] la compañía mediante una oferta pública inicial por un valor de hasta $175 millones. En setiembre de 2012, Moody's rebajó la calificación del crédito de Blyth de "estable" a "negativo", y Blyth retiró la oferta pública inicial de Visalus aduciendo condiciones inciertas del mercado.
En noviembre de 2012, Bernstein Liebhard alegó en una demanda colectiva que Blyth exageró la naturaleza y viabilidad de los sólidos resultados financieros de Visalus, los cuales enmascaraban el decreciente desempeño en las otras unidades operativas de Blyth. La demanda alegaba que los funcionarios y directores de Blyth habían violado la Ley de Títulos Valores y Bolsa mediante la emisión de declaraciones materialmente falsas con respecto al desempeño financiero de Blyth.

## Acusaciones por esquema piramidal
Herb Greenberg, comentarista de la CNBC,  dijo que ViSalus camina por "una línea controversial entre la venta directa legal y un plan de venta piramidal".

## Productos
Los productos para el control de peso, incluyendo el batido Vi-Shape sustituto de la comida y la mezcla de bebida Vi-Trim Clear Control, conforman la gran mayoría de las ventas de la empresa. Otros productos son Neuro, una bebida energizante, y Vi-Pak, un suplemento energizante, que fue desarrollado por el Dr. Michael Siedman, un especialista en oído, nariz y garganta. Visalus promociona sus productos con el Desafío Body by Vi,  una iniciativa para perder peso que alienta a las personas a perder peso y lograr metas de acondicionamiento físico en un periodo de 90 días.

## Actividades de caridad
El Desafío Comunitario Body By Vi es un programa mediante el cual la compañía iguala las contribuciones que han hecho los clientes de los productos Visalus a los bancos de alimentos regionales. La compañía también auspició el Campamento de Baloncesto Game of Life, un campamento infantil de verano de 1 día de duración en Memphis, Tennessee. Visalus también ofrece batidos nutricionales gratuitos a niños en riesgo, cada vez que uno de sus miembros completa la promoción 'Proyecto 10' y pierde 10 libras.

## Premios
En 2010, el director Ejecutivo de Visalus, Ryan Blair fue galardonado con el DSN Global Turnaround Award.
En 2013, Visalus ganó un Silver Telly Award por su video Vi-Anthem.